# الرميثة
الرميثة  مدينة عراقية ومركز قضاء في محافظة المثنى جنوب العراق، يقدر عدد سكان المدينة بحوالي 115 ألف نسمة أما القضاء فيبلغ عدد سكانه أكثر من 328 ألف نسمة تقع مدينة الرميثة على أحد فروع نهر الفرات تتميز المناطق الريفية المجاورة لمدينة الرميثة بزراعة نخيل التمر والحبوب.
تقع الرميثة شمالي مدينة السماوة وتبعد عنها بمسافة (25) كم وتربطها عدة طرق معبدة.. استحدث القضاء بموجب المرسوم المرقم 402 في 30/6/1920 وكانت المدينة في بدايات نشوئها.. قرية صغيرة لها أهمية في العهد العثماني فقد اتخذتها قوات الإحتلال البريطاني إبان الاحتلال.. معسكراً للتموين والمواصلات لتغذية القوات الزاحفة من البصرة والناصرية باتجاه ولاية بغداد.. ومدينة الرميثة هي المدينة التي انطلقت منها أول رصاصة معلنة اندلاع ثورة العشرين الوطنية والشعبية في 30/6/1920 على إثر اعتقال الشيخ شعلان أبو الجون شيخ الظوالم.. وقد تم إطلاق سراحه من قبل أبناء عشيرته بالقوة من سراي الحكومة إثر عملية فدائية جريئة.. أما تسميتها فقد اختلف المؤرخون حولها فسميت ب (العوجة) نسبة إلى نهر يشق المدينة فيه اعوجاج وسميت ب (الأبيض) نسبة إلى (أسد أبيض) كان موجودا أو مختبئا في رمث المنطقة لذا سميت بالرميثة نسبة إلى النبات الذي كان يغطي الأسد وقد استقرت على هذه التسمية.
ويوجد في القصبة (35) موقعا أثريا يتراوح تاريخها إلى ما بين العصر البابلي والآشوري وعصر ما قبل الإسلام وحتى العصور العربية الإسلامية. ولمدينة الرميثة ماضٍ عريق في مقارعة الاستعمار ورفض الاحتلال وقد ضربت بها الأمثال.. عندما ردت الجيوش البريطانية على أعقابها عام 1920 وهم الذين هزجوا (الطوب أحسن لو مـگـواري) وقد شاركت المدينة في الانتفاضة الشعبية عام 1941 تأييدا لثورة مايس عام 1948 استنكارا لمعاهدة بورت سموث وفي عام 1956 شجب العدوان الثلاثي على مصر.. في عام 1922 زار القصبة الملك فيصل الأول وفي عام 1937 زارها الملك غازي وفي عام 1948 زارها الملك فيصل الثاني برفقة خاله الوصي عبد الإله ونوري السعيد رئيس الوزراء حين ذاك. كما زارها في عام 1967 رئيس الجمهورية عبد الرحمن عارف حينذاك..
واشتهرت مدينة الرميثة بالشيوخ والشعراء والأدباء.

## سكان مدينة الرميثة
| السنة | السكان |
| 1977  | 17591  |
| 1987  | 30726  |
| 1997  | 43784  |
| 2007  | 60432  |
| 2009  | 68781  |

## أحياء مدينة الرميثة
| اسم الحي       | مساحته هكتاراً | سكانه في 2018 |
| الإمام العسكري | 55            | 10541         |
| حي الجهاد      | 30            | 10376         |
| الصادق         |               | 9325          |
| الحكيم         | 88            | 9175          |
| الشهداء        | 66            | 9060          |
| الزهراء        | 57            | 8886          |
| الحسين         | 75            | 8271          |
| الأمير         | 25            | 6266          |
| ثورة العشرين   | 31            | 4378          |
| الجوادين       |               | 5412          |
| المصطفى        |               | 487           |
| المجموع        |               | 82177         |

## استعمالات أرض مدينة الرميثة
حتى سنة 2009، كان في مدينة الرميثة 70 مدرسة، ومعهدَ معلمين واحداً.، وفيها 6 مؤسسات صحية، مستشفى الرميثة العام والمركز الصحي الغربي ومركز صحي ثورة العشرين ومركز صحي الزهراء ومركز الرعاية الصحية الأولية ومركز التأمين الصحي.
| الاستعمال             | مساحته هكتاراً |
| تجاري                 | 24            |
| صناعي                 | 17            |
| سكني                  | 517           |
| بنى ارتكازية          | 33            |
| خدمات مجتمعية         | 68            |
| ترفيه ومناطق خضراء    | 226           |
| نقل ومرور             | 147           |
| استعمالات فارغة وخاصة | 106           |
| المجموع               | 1138          |

### دوائر حكومية
- قائم مقامية قضاء المريثة
- مركز شرطة الرميثة
- مصرف الرافدين
- دائرة ري الرميثة
- دائرة بريد واتصالات الرميثة
- دائرة كهرباء الرميثة
- المجلس المحلي
- ملاحظية التسجيل العقاري
- جنسية وأحوال الرميثة
- شعبة الزراعة
- مديرية البلدية
- محكمة بداءة الرميثة
- دائرة البيطرة
- الدفاع المدني

## النواحي التابعة لقضاء الرميثة
تتبع قضاء الرميثة النواحي التالية:
- ناحية المجد
- ناحية النجمي
- ناحية الهلال

- عدنان هادي الأسدي
- شعلان أبو الجون